# Adventkerk (Aerdenhout)
De Adventkerk of de Adventskerk is een uit 1958 daterende protestantse kerk in de Nederlandse plaats Aerdenhout in de Nederlandse provincie Noord-Holland. Het kerkgebouw is destijds ontworpen door Karel Lodewijk Sijmons voor samenkomsten door Nederlands Hervormden en wordt gezien als een mijlpaal in de protestantse kerkbouwkunst. In het ontwerp zijn invloeden van Le Corbusier duidelijk zichtbaar. Het gebouw kreeg als voorbeeld van vroege wederopbouwarchitectuur in 2010 de status rijksmonument. De geloofsgemeenschap komt samen onder PKN-vlag.

## Beschrijving
Het gebouw is vrij gelegen in een bosrijke omgeving. Het bestaat uit een kerkzaal met betonnen schaaldak en een langwerpig rechthoekig dienstgebouw. In de westgevel van de kerkzaal is een abstracte glas-in-beton-compositie met gekleurd glas verwerkt. De ruimtes verschillen van elkaar in hoogte en vorm. 
Sijmons werd geïnspireerd door de ontwerpen van Le Corbusier, met name door diens kapel Notre Dame du Haut in Ronchamp. Voor de maten paste hij het modulorsysteem toe, een maatsysteem van Le Corbusier dat gebaseerd is op de gulden snede. Sijmons verwerkte in zijn ontwerp robuuste, 'allersimpelste' materialen: grijs beton waarvan de bekisting zichtbaar is, grindtegels en ruw vurenhout. De avondmaalstafel en het doopvont zijn uitgevoerd in wit marmer, om aan te geven hoe belangrijk deze zijn in de liturgie. De kleuren van het interieur zijn grijs en wit.
Sijmons was een van de eerste Nederlandse architecten die vernieuwingen in de protestantse liturgie verwerkte in zijn ontwerpen. Het doopvont is midden in de kerk geplaatst, zodat de dopeling letterlijk in het hart van de geloofsgemeenschap wordt opgenomen. Het gebouw biedt ruimte aan verschillende kerkelijke functies; dit weerspiegelt de toentertijd nieuwe opvattingen dat de kerk meer functies in de samenleving moest gaan vervullen.
Het exterieur het kerkgebouw is nog geheel oorspronkelijk. In het interieur zijn begin 21e eeuw wijzigingen aangebracht naar ontwerp van architect Cees Dam. Zo is er een vloer van zwarte leisteen gelegd over de oorspronkelijke grindvloer, die intact is gelaten.

## Externe link

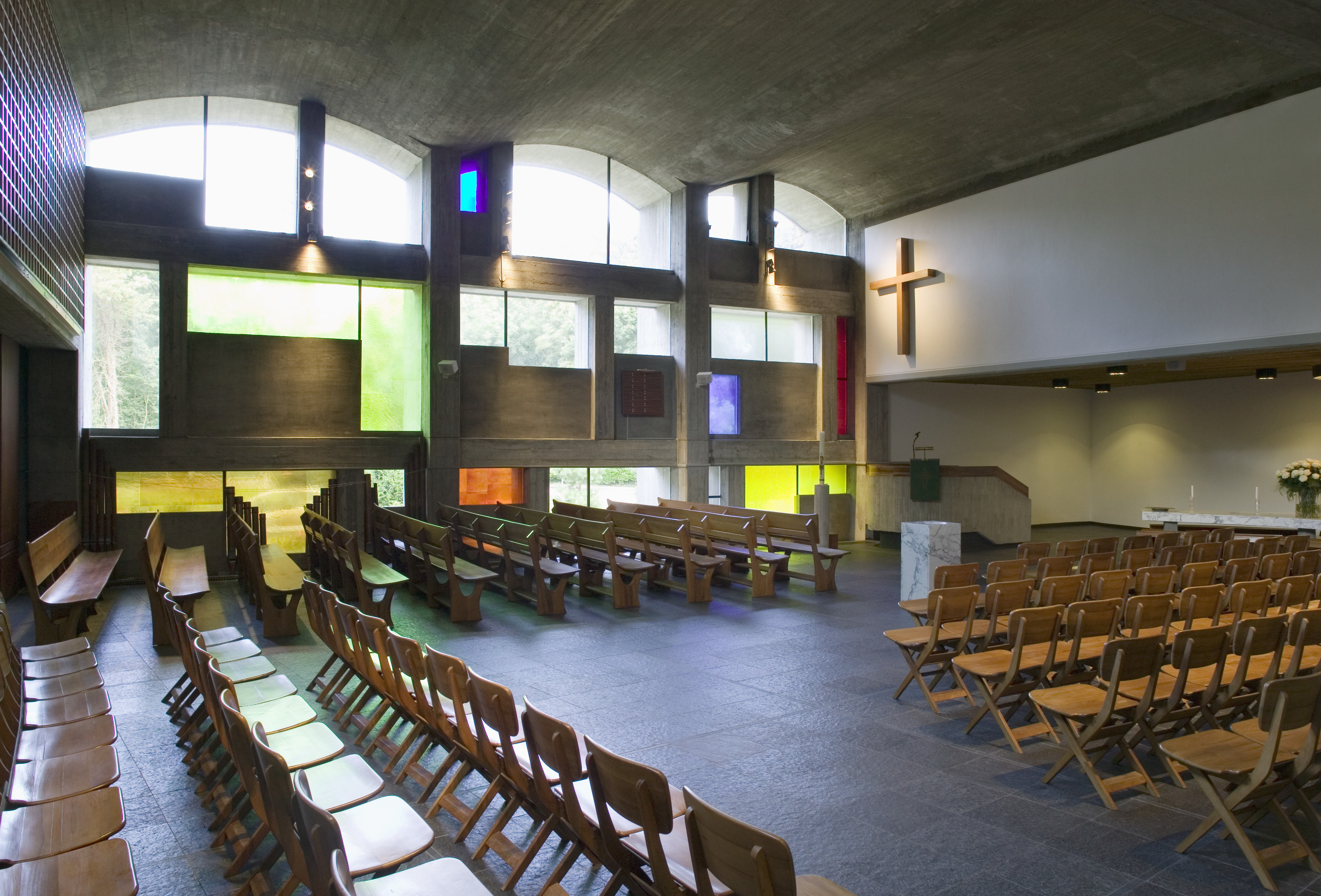
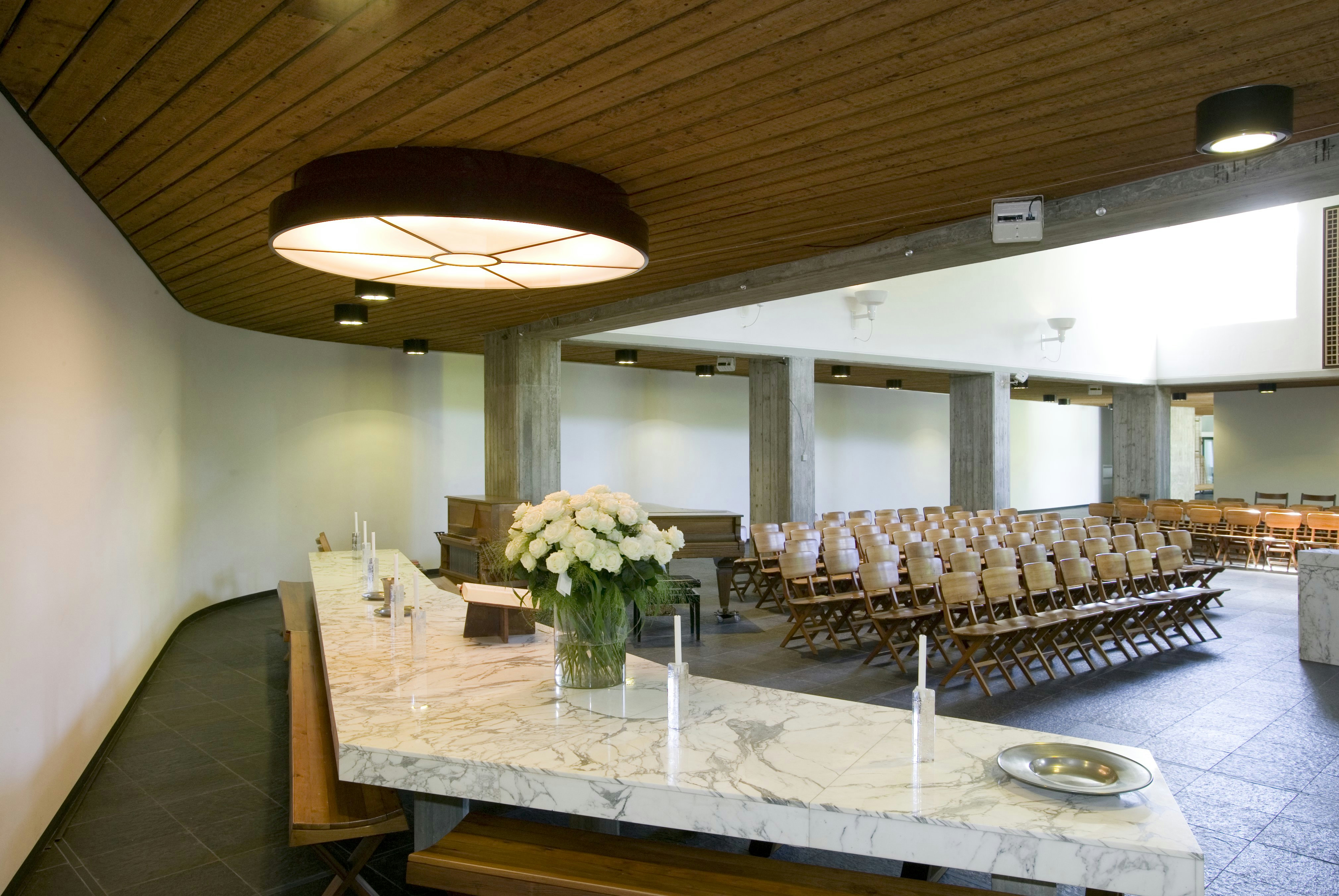
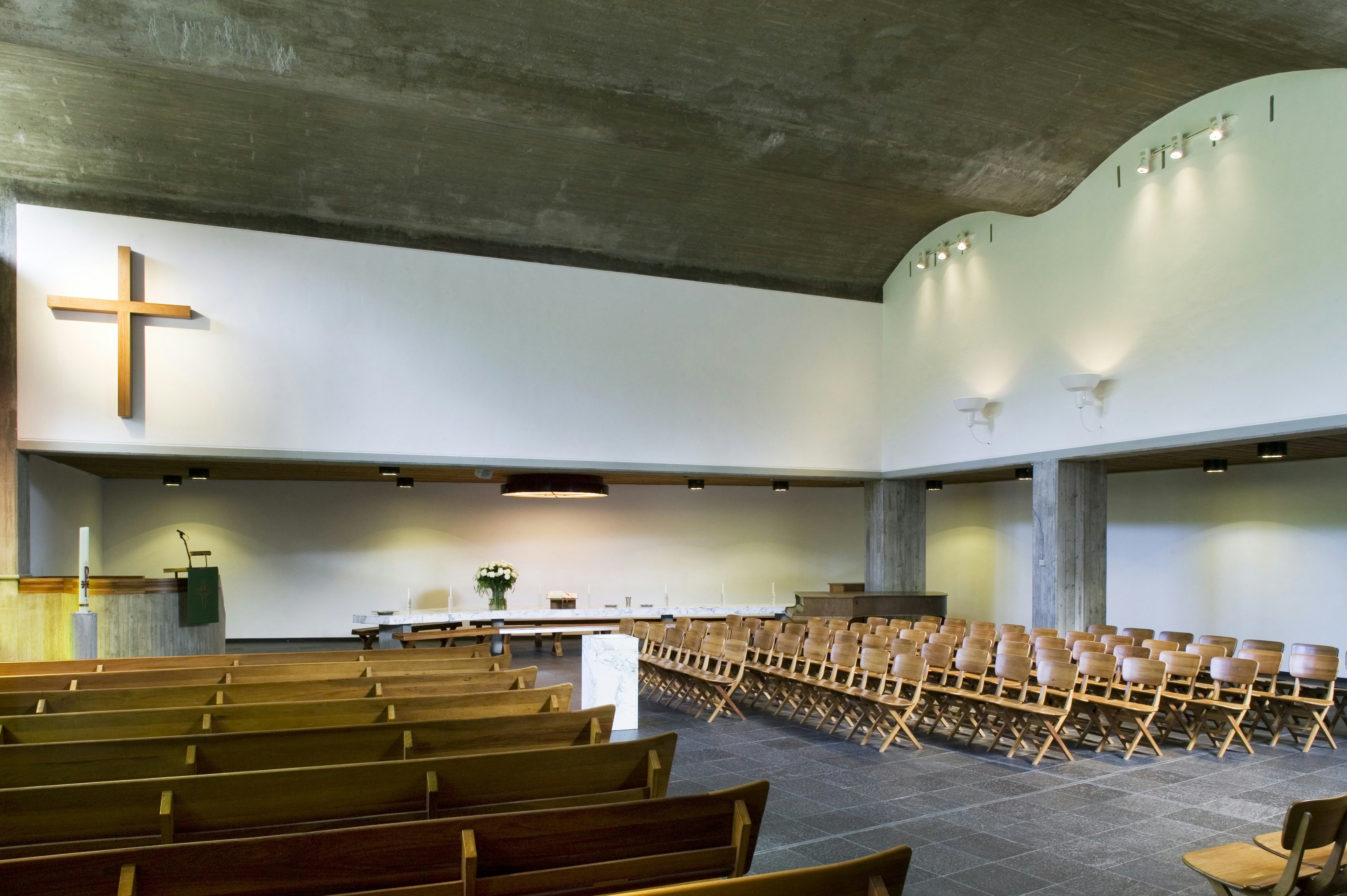